# Matthieu Voisin
Pas d'image ? Cliquez ici

a Compétitions nationales et continentales officielles uniquement.

b Matchs officiels uniquement.
Dernière mise à jour le 20 août 2021.
Matthieu Voisin, né le 16 mai 1996, est un joueur français de rugby à XV évoluant au poste de troisième ligne avec le CA Brive.

## Carrière

### En club
Matthieu Voisin est un pur produit de la formation du Racing 92. Il débute le rugby à l'âge de 9 ans à l'école de rugby de Colombes du Racing. A 11 ans, il arrive au centre de formation du Racing où il fera toutes ses classes dans les catégories jeunes. Il intègre également le pôle France à Marcoussis. 
Il fait ses débuts avec l'équipe professionnelle du Racing 92 en Top 14 en 2016 lors d'un déplacement face au CA Brive (défaite du Racing 33 à 27). Le Racing préparant la finale de la Champions Cup, le staff fait tourner l'équipe et il se retrouve titulaire.
Entre 2015 et 2018, il joue majoritairement avec l'équipe espoirs du Racing, ne faisant que 6 apparitions avec l'équipe professionnelle.
Après 13 mois d'absence pour blessure, il rejoint le CA Brive en 2018 blessé et fait ses débuts avec le club en Pro D2 sur le terrain du RC Massy. Il marque en 2019, son premier essai avec Brive face à l'USON Nevers. A l'issue de la saison Pro D2 de 2018-2019, il dispute au stade du Hameau à Pau, la finale du championnat, perdue, face à l'Aviron bayonnais. Il est de nouveau titulaire lors du barrage d'accession face au FC Grenoble rugby, gagné par les Brivistes qui retrouvent le Top 14. En septembre 2019, il est nommé capitaine de l'équipe pour le match face au Lyon OU.

### En équipe nationale
Matthieu Voisin participe au Championnat du monde junior en 2016 avec l'équipe de France des moins de 20 ans aux côtés de joueurs comme Antoine Dupont, Anthony Belleau, Pierre Bourgarit, Anthony Jelonch et Baptiste Couilloud. La même année, il dispute le Tournoi des Six Nations des moins de 20 ans avec les Bleuets.

## Statistiques
| Saison               | Club                 | Championnat | Championnat | Championnat | Coupe d'Europe     | Coupe d'Europe | Coupe d'Europe |
| Saison               | Club                 | Compétition | Matches     | Essais      | Compétition        | Matches        | Essais         |
| -------------------- | -------------------- | ----------- | ----------- | ----------- | ------------------ | -------------- | -------------- |
| 2015-2016            | Racing 92            | Top 14      | 1           | 0           | Champions Cup      | 0              | 0              |
| 2016-2017            | Racing 92            | Top 14      | 2           | 0           | Champions Cup      | 3              | 1              |
| Sous-total Racing 92 | Sous-total Racing 92 | Top 14      | 3           | 0           | Champions Cup      | 3              | 1              |
| 2018-2019            | CA Brive             | Pro D2      | 24          | 3           | /                  | /              | /              |
| 2018-2019            | CA Brive             | Top 14      | 1           | 0           | /                  | /              | /              |
| 2019-2020            | CA Brive             | Top 14      | 12          | 1           | Challenge européen | 4              | 0              |
| 2020-2021            | CA Brive             | Top 14      | 18          | 0           | Challenge européen | 1              | 0              |
| Sous-total Brive     | Sous-total Brive     | Pro D2      | 24          | 3           | Challenge européen | 5              | 0              |
| Sous-total Brive     | Sous-total Brive     | Top 14      | 31          | 1           | Challenge européen | 5              | 0              |

## Palmarès
- 2014 : Vainqueur des Jeux olympiques de la jeunesse avec la France.
- 2016 : Vainqueur du Top 14 avec le Racing 92.
- 2019 : Finaliste de Pro D2 avec le CA Brive Corrèze.